# Lepidopilum calvum
Lepidopilum calvum là một loài rêu trong họ Daltoniaceae. Loài này được Mitt. mô tả khoa học đầu tiên năm 1869.